# Memecylon pubescens
Memecylon pubescens är en tvåhjärtbladig växtart som först beskrevs av Charles Baron Clarke, och fick sitt nu gällande namn av George King. Memecylon pubescens ingår i släktet Memecylon och familjen Melastomataceae. Inga underarter finns listade i Catalogue of Life.